# Leipziger Kommentar
Der Leipziger Kommentar ist ein Gesetzeskommentar zum deutschen Strafgesetzbuch und dem Völkerstrafgesetzbuch und wird beim Berliner Verlag Walter de Gruyter verlegt.

## Erstausgabe
Initiiert wurde der Kommentar im Mai 1916 als einbändiges Werk durch die damals in Leipzig ansässigen, am Reichsgericht tätigen Juristen Ludwig Ebermayer (Reichsgerichtsrat, Oberreichsanwalt und Honorarprofessor an der Universität Leipzig), Adolf Lobe (Senatspräsident am Reichsgericht) und Werner Rosenberg (Reichsgerichtsrat). Bedingt durch den Ort der Ersterscheinung entstand der Name Leipziger Kommentar, obwohl der ursprüngliche Titel Reichs-Strafgesetzbuch: mit besonderer Berücksichtigung der Rechtsprechung des Reichsgerichts war. Durch die Kriegswirren des Ersten Weltkrieges und dem daraus resultierenden Mangel an Materialien wurde die erste Auflage erst im Dezember 1919 ausgeliefert.

## Entwicklung bis heute
Auch während der Deutschen Teilung wurde der Name Leipziger Kommentar beibehalten, obwohl er sich mit dem westdeutschen Strafrecht beschäftigte. Bahnbrechend war die 10. Auflage, herausgegeben von Hans-Heinrich Jescheck, Wolfgang Ruß (Richter am BGH) und Günther Willms. Sie war die erste, die nach der großen Strafrechtsreform von 1975 (insbesondere neuer Allgemeiner Teil) erschien und die sprunghaft auf acht Bände angewachsen war (9. Auflage noch drei Bände). Die Bände erschienen seinerzeit nicht komplett, sondern in einzelnen Lieferungen in Pappeinband, die später nach Vollständigkeit des entsprechenden Einzelbandes in eine Einbanddecke gebunden und erst so zum Buch wurden. Bearbeiter waren gerade bei den Schlüsselnormen inzwischen vielfach Universitäts-Professoren (11 bei der 10. Auflage, gegenüber immer noch 13 Richtern und zwei Beamten), die mit den jeweils bearbeiteten Gebieten intensiv wissenschaftlich befasst waren. 
Tiefe und Ausführlichkeit der Darstellung des in den vergangenen Jahrzehnten zum mehrbändigen Großkommentar angewachsenen Werkes bringen es mittlerweile mit sich, dass eine Auflage viele Jahre bis zu ihrer Fertigstellung braucht. 
So wurde die 11. Auflage 1992 begonnen und konnte erst 2006 abgeschlossen werden. Sie umfasst neun Bände mit insgesamt über 11.000 Seiten. Die im gleichen Jahr begonnene 12. Auflage umfasst dreizehn Bände und wurde im November 2019 abgeschlossen. 
Die 13. Auflage wurde im Mai 2019 begonnen und im Dezember 2024 abgeschlossen. Sie umfasst zwanzig Bände. Herausgeber sind Gabriele Cirener, Henning Radtke, Ruth Rissing-van Saan, Thomas Rönnau und Wilhelm Schluckebier.
Die 14. Auflage wurde im Oktober 2024 begonnen.

## Bedeutung
Der Kommentar wird als der traditionelle Großkommentar zum Strafgesetzbuch mit der umfassendsten und vollständigsten Darstellung des geltenden Strafrechts angesehen. Dank seiner Ausführlichkeit und Fundiertheit gilt das Werk neben dem Münchener Kommentar zum Strafgesetzbuch (Verlag C. H. Beck) und dem Systematischen Kommentar (Luchterhand Fachverlag) als der größte Kommentar zum deutschen (materiellen) Strafrecht.